# Aloysius Pieris
Marian Aloysius Pieris SJ (* 9. April 1934 Ampitiya auf Sri Lanka) ist ein sri-lankischer katholischer Priester, Jesuit, Religionswissenschaftler, Theologe, Hochschullehrer und Vertreter eines religionstheologischen Pluralismus.

## Leben und Wirken
Pieris wurde auf Ceylon, dem heutigen Sri Lanka, geboren, sein Vater war Walter John Pieris (1887–1966), der zweite Sohn von Dajahetti Muhamdiramge Don David Pieris und von Beruf Schulleiter, seine Mutter war Setunga Mudalige Dona Anselmina, die Tochter von Setunga Mudalige Don Jusey Appuhamy.
Im Jahre 1953 legte er sein Jesuitengelübde ab. Pieris erwarb drei theologische Abschlüsse, einen LPh (= Licentiate of Philosophy) aus dem Jahre 1959 vom Sacred Heart College in Shembaganur, Indien, ein STL (= Licentiate of Sacred Theology) aus dem Jahre 1966 von der Päpstlichen Theologischen Fakultät von Süditalien in Neapel, wo er von 1962 bis 19966 studierte, und seine Promotion 1987 zum ThD (= Doctor of Theology) von der Universität Tilburg (1987). Pieris erwarb 1961 auch einen BA in Pali und Sanskrit an der University of London und besitzt einen PhD in buddhistischer Philosophie von der University of Sri Lanka aus dem Jahre 1972.
Mit seinen akademischen Qualifikationen wurde er auf einen Lehrstuhl für Missionsstudien an der Washington Theological Union in Washington, D.C. sowie einen Henry-Luce-Lehrstuhl für Weltchristentum (World Christianity) am Union Theological Seminary in New York berufen. Später hatte er den Anne Potter Wilson Distinguished Visiting-Lehrstuhl für Theologie an der Vanderbilt Divinity School, Nashville (Tennessee) inne. Am 4. Juli 1965 wurde Pieris zum katholischen Priester ordiniert.
Im Juni 1974 gründete Pieris das Tulana-Forschungszentrum (Tulana Research Center for Encounter and Dialogue) für kulturelle und religiöse Begegnung und Dialog in Sri Lanka und ist seitdem dessen Direktor. Tulana wurde als Rückzugsort für Jesuiten geschaffen, aber auch als Raum für den buddhistisch-christlichen interreligiösen Dialog.

## Lehre
Für die christliche Religiosität sieht Pieris engste Berührungspunkte zum Buddhismus, insbesondere in seinen monastischen Traditionen habe sich das Christentum eine Form der Gnosis aufbewahrt.
Eine der bekanntesten Schriften von Pieris, An Asian Theology of Liberation (1988), versucht über die Grenzen der lateinamerikanischen Befreiungstheologie hinauszugehen und sich auf die spezifische Situation Asiens einzulassen, das von schwerer Armut gezeichnet und von tiefer Religiosität geprägt ist. Pieris war schon früh mit der Ökumenischen Vereinigung von Dritte Welt Theologen (EATWOT) verbunden.
Eine große Anzahl von Menschen in Asien sind arm und Pieris sieht, dass sich ihre Sorgen und ihr Befreiungskampf in nichtchristlichen Symbolen und Sprachen artikulierten. Daher brauche es eine Theologie, die über die christliche Orthodoxie hinaus zu anderen religiösen Traditionen und Kulturen führt und Nichtchristen einbezieht. Ansonsten wäre sie nur für eine kleine Gruppe von Christen wirksam.

## Publikationen (Auswahl)
- Asian Theology of Liberation. T&T Clark, London 1988, ISBN 978-0-56764-027-7.
- Love meets wisdom: a Christian experience of Buddhism. Orbis Books, Maryknoll, NY 1988, ISBN 978-0-88344-372-9.
- Liebe und Weisheit. Begegnung von Christentum und Buddhismus. Aus dem Englischen übersetzt und hg. von Wolfgang Siepen. Mainz 1989.
- Fire and Water: Basic Issues in Asian Buddhism and Christianity. Orbis Books, Maryknoll, NY 1996, ISBN 978-1-57075-055-7.
- Thomistic Critique of Buddhist Epistemology. Dissertationsschrift, philosophiae doctor.